# Джаред Стърн
Джаред Стърн (на английски: Jared Stern) е американски сценарист, режисьор и продуцент. Той си партнира с Джон Уитингтън в „Лего Батман: Филмът“ и „Лего Нинджаго: Филмът“ през 2017 г.

## Кариера
Стърн започва кариерата си на сценарист в комедията „Пингвините на Мистър Попър“ през 2011 г. През 2012 г. пише сценария за комедийния филм „Съседка стража“, а през следващата година пише сценария за комедийния филм „Стажанти“. През 2014 г. е нает да напише сценария за „LEGO: Филмът 2“, но евентуално се премества да напише сценариите за спинофите на поредицата – „Лего Батман: Филмът“ и „Лего Нинджаго: Филмът“. В същата година, той пише сценарий за аткрацията It's a Small World в парка „Дисни“. През 2015 г. той написва и създава телевизионния сериал „Доктор Кен“. През 2017 г. той продуцира игралния филм It Happened in L.A..
След като пише сценарии, Стърн режисира своя пълнометражен филмов дебют – Happy Anniversary, филм на „Нетфликс“, произведен през 2018 г. Той също служи като изпълнителен продуцент на „Щъркели“ и „Малката стъпка“. През 2019 г. той създава анимационния сериал „Зелени яйца и шунка“, базиран на едноименната книга, написан от доктор Сюс. През 2020 г. той се подписа, за да продуцира анимационния филм на „Уорнър Брос“ – „Тото“. Той придоби известност от режисирането на анимационния филм „DC Лигата на супер-любимците“ на „Ди Си Комикс“. Той си партнира с Робърт Земекис, за да пишат сценария за сериала Tooned Out на стрийминг услугата HBO Max.

## Филмография

### Пълнометражни филми
Като сценарист
- „Пингвините на Мистър Попър“ (2011)
- „Съседка стража“ (2012)
- „Стажанти“ (2014)
- „Лего Батман: Филмът“ (2017)
- „Лего Нинджаго: Филмът“ (2017)
- „DC Лигата на супер-любимците“ (2022)

Като продуцент
- „Щъркели“ (2016, изпълнителен продуцент)
- „Всичко се случи в Ел Ей“ (2017)
- „Малката стъпка“ (2018, изпълнителен продуцент)
- Happy Anniversary! (2018, изпълнителен продуцент)
- „DC Лигата на супер-любимците“ (2022)

Като креативен консултант
- „Лего Батман: Филмът“ (2017)
- „Лего Нинджаго: Филмът“ (2017)
- „LEGO: Филмът 2“ (2019)

Като режисьор
- Happy Anniversary! (2018)
- „DC Лигата на супер-любимците“ (2022)

### Телевизия
- „Доктор Кен“ (2015 – 2017) – като сценарист и изпълнителен продуцент
- „Зелени яйца и шунка“ (2019 – 2022) – като сценарист и изпълнителен продуцент
- Tooned Out (TBA) – като сценарист и изпълнителен продуцент